# 1982 (película de 2019)
1982 es una película dramática libanesa, dirigida por Oualid Mouaness y estrenada en 2019.
La película se estrenó en el Festival Internacional de Cine de Toronto de 2019, donde ganó el premio NETPAC por estreno mundial o internacional de cine asiático. Fue seleccionada como la entrada libanesa a la Mejor Película Internacional en la 92.ª edición de los Premios de la Academia, pero no fue nominada.

## Sinopsis
Ambientada en el comienzo de la Guerra del Líbano de 1982, la película está protagonizada por Nadine Labaki como Yesmeene, una maestra de escuela en Beirut, y Mohamad Dalli como Wissam, un niño de su clase que está tratando de encontrar el coraje para decirle a su compañera de clase Joanna (Gia Madi ) que está enamorado de ella.

## Reparto
| Actor             | Personaje                          |
| ----------------- | ---------------------------------- |
| Mohamad Dalli     | Wissam                             |
| Fidel Badran      | Nadim                              |
| Gia Madi          | Joanna                             |
| Ghassan Maalouf   | Majid                              |
| Lelya Harkous     | Abir                               |
| Nadine Labaki     | Yasmine                            |
| Said Serhan       | Georges                            |
| Aliya Khalidi     | Ms. Leila                          |
| Tia El Bezreh     | Nour                               |
| Rodrigue Sleiman  | Joseph                             |
| Alistair Brett    | Mr. Brown                          |
| Karim Tohme       | Tarek                              |
| Cynthia Kassis    | Nisrine                            |
| Laetitia Gerbaka  | Pianista                           |
| Christine Youakim | director de instituto              |
| Simon Jamous      | empleado de la tienda de golosinas |
| Karl Smayra       | Michael                            |
| Youmna Bou Hanna  | Ms. Rola                           |